# محطة قطار سواينسهيد
محطة قطار سواينسهيد (بالإنجليزية: Swineshead railway station)‏‏ هي محطة قطار  في المملكة المتحدة، تُشغلها قطارات إيست ميدلاند. افتُتحت هذه المحطة في 1859، ويبلغ عدد مسارات أرصفتها 2.